# Paul Mescal
Paul Mescal, född 2 februari 1996 i Maynooth, är en irländsk skådespelare.
Mescal slog igenom i miniserien Normala människor (2020) vilket gav honom en BAFTA Award och en nominering till en Emmy Award. År 2022 medverkade han i långfilmen Aftersun vilket ledde till att han nominerades till en Oscar för bästa manliga huvudroll vid Oscarsgalan 2023.
Mescal har även varit verksam vid teatern och 2022 tilldelades han en Laurence Olivier Award för sin roll i uppsättningen av Linje Lusta.
Mescal spelade huvudrollen som Hanno eller Lucius i Gladiator II från 2024.

## Filmografi i urval
- 2020 – Normala människor (TV-serie)
- 2021 –  The Lost Daughter
- 2022 – Aftersun
- 2022 – God's Creatures
- 2023 – Foe
- 2023 – All of Us Strangers
- 2024 - Gladiator II
- 2025 – The History of Sound
- 2025 – Hamnet